# Laguna temporal de Corrales
Laguna temporal de Corrales este o arie protejată (arie specială de conservare — SAC, sit de importanță comunitară — SCI) din Spania întinsă pe o suprafață de 5,94 ha, integral pe uscat.

## Localizare
Centrul sitului Laguna temporal de Corrales este situat la coordonatele 39°52′41″N 6°37′45″W / 39.878056°N 6.629167°V.

## Înființare
Situl Laguna temporal de Corrales a fost declarat sit de importanță comunitară în decembrie 2000 pentru a proteja 1 specie de animale. Situl a fost protejat și ca arie specială de conservare în mai 2015.

## Biodiversitate
Situată în ecoregiunea mediteraneană, aria protejată conține 3 habitate naturale: Dehesas cu Quercus spp. perene, Iazuri temporare mediteraneene, Pseudostepă cu ierburi și specii anuale de Thero-Brachypodietea.
La baza desemnării sitului se află o specie protejată de  amfibieni: Discoglossus galganoi.
Pe lângă speciile protejate, pe teritoriul sitului au mai fost identificate 4 specii de păsări, 3 specii de amfibieni, 5 specii de reptile.